# La Villeneuve-au-Chêne
La Villeneuve-au-Chêne – miejscowość i gmina we Francji, w regionie Grand Est, w departamencie Aube.
Według danych na rok 1990 gminę zamieszkiwały 4 osoby, a gęstość zaludnienia wynosiła 39 osób/km².

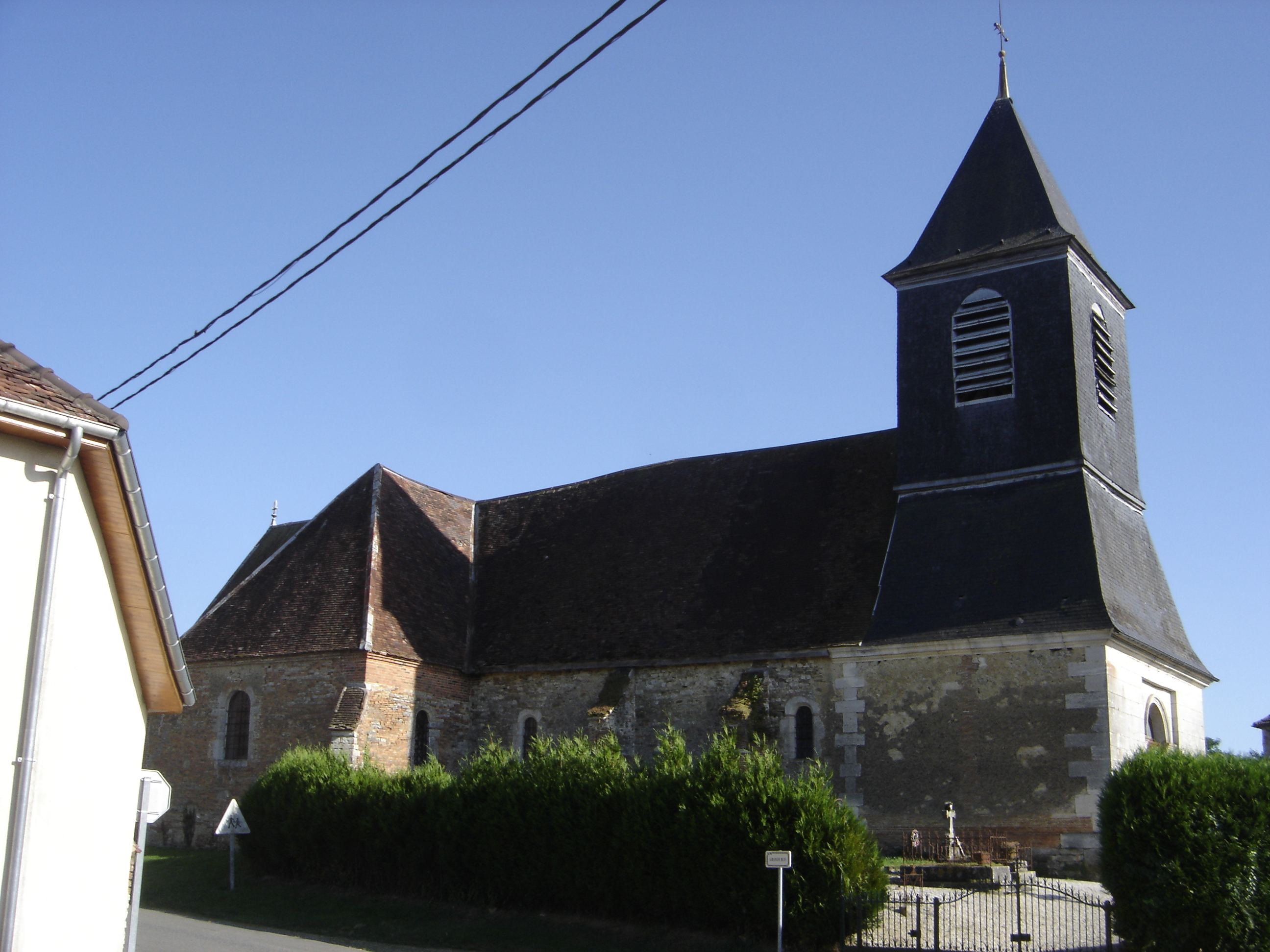
Kościół w La Villeneuve-au-Chêne, 2009